# Norcross (Minnesota)
Norcross é uma cidade localizada no estado americano de Minnesota, no Condado de Grant.

## Demografia
Segundo o censo americano de 2000, a sua população era de 59 habitantes.
Em 2006, foi estimada uma população de 58, um decréscimo de 1 (-1.7%).

## Geografia
De acordo com o United States Census Bureau tem uma área de
4,1 km², dos quais 4,1 km² cobertos por terra e 0,0 km² cobertos por água.

## Localidades na vizinhança
O diagrama seguinte representa as localidades num raio de 24 km ao redor de Norcross.